# 박정훈 (영화 감독)

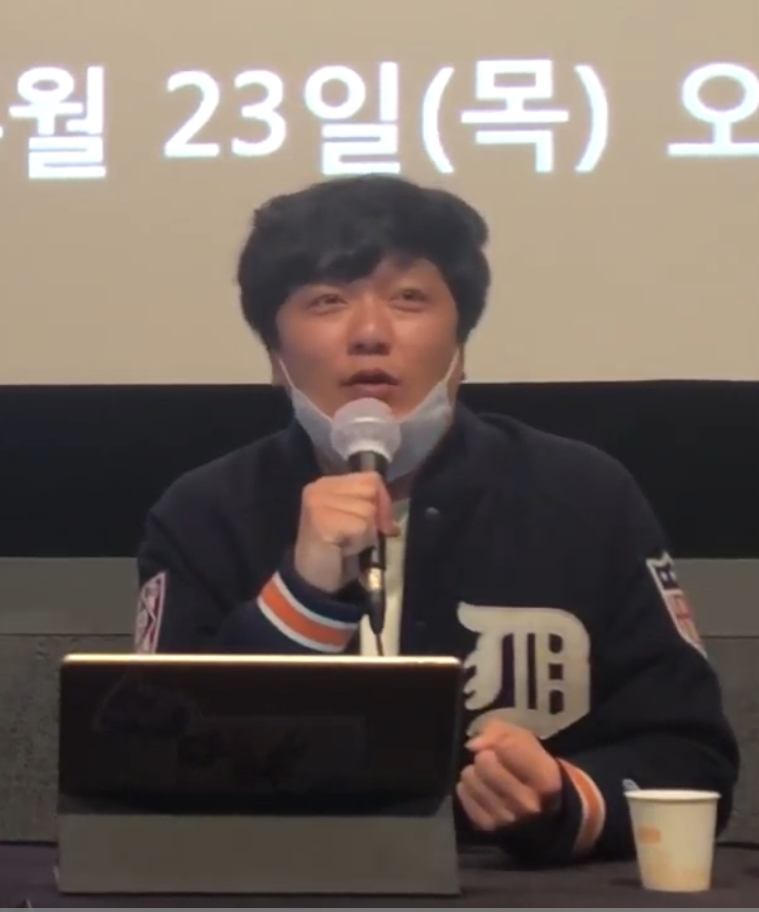

박정훈(朴正勳, 1982년 6월 21일 ~ )은 대한민국의 촬영 감독이자 영화 감독이다. 액션 스릴러 영화 악녀 (2017년 영화)로 국제적인 명성이 있으며 이 영화는 2017년 칸 영화제에 초연되었다.

## 참여 작품

### 단편 영화 감독
- 기일

### 다큐멘터리 장편 영화
- 비스타리, 히말라야

### 촬영팀의 일부
- 취화선
- 색즉시공
- 하늘 정원
- 청풍명월
- 하류인생
- 천년학
- 자전거 도둑
- 비만가족
- 최종현
- 경계
- 이리
- 히말라야, 바람이 머무는 곳
- 해운대
- 영도다리
- 짐승의 끝
- 회초리
- 헤드 핑크
- 조운
- 신동엽
- 로사
- 뷰티풀 보이스
- 삼진그룹 영어토익반

### 단편 영화 감독
- 사실
- 어둠의 자식들
- 두개의 밤
- 모멘츠
- 내 시절의 모럴

### 장편 영화 감독
- 청포도 사탕: 17년 전의 약속
- 통통한 혁명
- 노리개
- 미조
- 설행_눈길을 걷다
- 악녀
- 도어락
- 허스토리
- 프랑스 여자
- 후쿠오카
- 소리도 없이
- 야나가와
- 야행

### 텔레비전 감독
- 좀비탐정
- 갯마을 차차차
- 유미의세포들